# Aby
Aby – wieś w Anglii, w hrabstwie Lincolnshire, w dystrykcie East Lindsey. Leży 45 km na wschód od Lincoln i 198 km na północ od Londynu. Aby jest wspomniana w Domesday Book (1086) jako Abi.